# Laos na Letnich Igrzyskach Olimpijskich 2020
Laos na Letnich Igrzyskach Olimpijskich 2020 – występ kadry sportowców reprezentujących Laos na igrzyskach olimpijskich, które odbyły się w Tokio w Japonii, w dniach 23 lipca – 8 sierpnia 2021 roku.
Reprezentacja Laosu liczyła czterech zawodników – dwie kobiety i dwóch mężczyzn, którzy wystąpili w 3 dyscyplinach.
Był to dziesiąty start Laosu na letnich igrzyskach olimpijskich.

## Reprezentanci

### Judo
| Zawodnik             | Konkurencja     | 1/16                       | 1/8              | Ćwierćfinały     | Półfinały        | Repasaż 1        | Repasaż 2        | Repasaż 3        | Finał            | Pozycja |
| Zawodnik             | Konkurencja     | Przeciwnik Wynik           | Przeciwnik Wynik | Przeciwnik Wynik | Przeciwnik Wynik | Przeciwnik Wynik | Przeciwnik Wynik | Przeciwnik Wynik | Przeciwnik Wynik | Pozycja |
| -------------------- | --------------- | -------------------------- | ---------------- | ---------------- | ---------------- | ---------------- | ---------------- | ---------------- | ---------------- | ------- |
| Soukphaxay Sithisane | -60 kg mężczyzn | Eric Takabatake IPP 0s1:10 | NQ               | NQ               | NQ               | NQ               | NQ               | NQ               | NQ               | 17-32.  |

### Lekkoatletyka
| Zawodnik         | Konkurencja          | Runda 1  | Runda 1 | Półfinał | Półfinał | Finał    | Finał   | Pozycja |
| Zawodnik         | Konkurencja          | Rezultat | Pozycja | Rezultat | Pozycja  | Rezultat | Pozycja | Pozycja |
| ---------------- | -------------------- | -------- | ------- | -------- | -------- | -------- | ------- | ------- |
| Silina Pha Aphay | Bieg na 100 m kobiet | 12.41    | 6.      | NQ       | NQ       | NQ       | NQ      | 16.     |

### Pływanie
| Zawodnik             | Konkurencja                | Eliminacje | Eliminacje | Półfinał | Półfinał | Finał | Finał   | Pozycja |
| Zawodnik             | Konkurencja                | Czas       | Miejsce    | Czas     | Miejsce  | Czas  | Miejsce | Pozycja |
| -------------------- | -------------------------- | ---------- | ---------- | -------- | -------- | ----- | ------- | ------- |
| Siri Arun Budcharern | 50 m st. dowolnym kobiet   | 29.22      | 2.         | NQ       | NQ       | NQ    | NQ      | 64.     |
| Santisouk Inthavong  | 50 m st. dowolnym mężczyzn | 26.04      | 3.         | NQ       | NQ       | NQ    | NQ      | 59.     |